# Xã Lecompton, Quận Douglas, Kansas
Xã Lecompton (tiếng Anh: Lecompton Township) là một xã thuộc quận Douglas, tiểu bang Kansas, Hoa Kỳ. Năm 2010, dân số của xã này là 1.707 người.